# Steenisia corollina
Steenisia corollina är en måreväxtart som först beskrevs av Theodoric Valeton, och fick sitt nu gällande namn av Reinier Cornelis Bakhuizen van den Brink. Steenisia corollina ingår i släktet Steenisia och familjen måreväxter. Inga underarter finns listade i Catalogue of Life.